# Johan Le Bon
Johan Le Bon (ur. 3 października 1990 w Lannion) – francuski kolarz szosowy, zawodnik należącej do dywizji UCI WorldTeams drużyny FDJ. 
W 2008 zdobył Mistrzostwo Europy oraz Świata na szosie juniorów w ciągu 1 miesiąca. Rok później dołączył do profesjonalnej grupy kolarskiej Bretagne-Schuller i wygrał klasyfikację generalną wyścigu Coupe des Nations Ville Saguenay. 
W latach 2011 i 2012 został Mistrzem Francji w jeździe indywidualnej na czas U23.
W 2013 przeniósł się do ekipy FDJ. Jego największymi sukcesami tego sezonu były: drugie miejsce w wyścigu Tro Bro Leon oraz trzecie miejsce w Mistrzostwach Francji w jeździe indywidualnej na czas elity.
W 2014 wziął udział w klasyku Paryż-Roubaix (wyścigu nie ukończył) oraz wyścigu Omloop Het Nieuwsblad Elite. Uczestniczył również w Giro d'Italia oraz Vuelta a Espana, lecz w obu tych wyścigach nie zanotował znaczących wyników.
Największy sukces życia odnotował w sezonie 2015, gdzie po walce z ulewnym deszczem i ścigającym, nieustępliwym peletonem wygrał piąty etap Eneco Tour, zawodów należących do UCI WorldTour.
http://www.procyclingstats.com/rider/Johan_Le_Bon - ostatni dostęp 11.01.2016 r.